# Kaliforniai alka
A kaliforniai alka (Synthliboramphus craveri) a madarak osztályának a lilealakúak (Charadriiformes) rendjébe és az alkafélék (Alcidae) családjába tartozó faj.

## Rendszerezése
A fajt Tommaso Salvadori olasz zoológus és ornitológus írta le 1866-ban, az Uria nembe Uria Craveri néven.

## Előfordulása
Észak-Amerika nyugati részén, az Amerikai Egyesült Államok, Mexikó és Guatemala területén honos. Természetes élőhelyei a sziklás tengerpartok és szigetek, valamint a nyílt óceán. Állandó, nem vonuló faj.

## Megjelenése
Testhossza 21 centiméter, testtömege 128-149 gramm.

## Természetvédelmi helyzete
Az elterjedési területe nagy, egyedszáma 8000 példány körüli és csökken. A Természetvédelmi Világszövetség Vörös listáján veszélyeztetett fajként szerepel.